# Зенкерование
Зенкерование (от нем. senken «проходить, углублять <шахту>») — вид механической обработки резанием, в котором с помощью специальных инструментов (зенкеров) производится обработка цилиндрических и конических отверстий в деталях с целью увеличения их диаметра, повышения качества поверхности и точности. Зенкерование является получистовой обработкой резанием.
По конструкции зенкеры бывают цельными или насадными, могут иметь различные направления угла спирали(правое, левое, прямое)
Не следует путать зенкерование с зенкованием — обработкой фаски (краев отверстия).

## Назначение зенкерования
Зенкерование как получистовая и, отчасти, чистовая операция механической обработки имеет следующие основные назначения:
- Очистка и сглаживание поверхности отверстий: перед нарезанием резьбы или развёртыванием;
- Калибрование отверстий: для болтов, шпилек и другого крепежа.

Зенкерование выполняется в  литьевых отверстиях с припуском для последующего развертывания или нарезания резьбы(зенкером N1 - в минусе от номинала) , либо получения проходного отверстия с квалитетом H11 и выше (зенкером N2).Возможна также предварительная обработка зенкером отверстий после сверления как правило перед развёртыванием для получения отверстий с необходимым квалитетом в особо ответственных деталях или сложнообрабатываемых материалах.

## Выполнение зенкерования. Виды зенкеров
Зенкерование является точной операцией механической обработки и требует высокой мощности, соответственно, является машинной операцией и выполняется на следующих станках:
- Сверлильные станки всех типов: наиболее часто.
- Станки токарной группы: наиболее часто.
- Расточные станки: часто как вторичная операция.
- Фрезерные (горизонтальные и вертикальные): редко. В основном на фрезерных с ЧПУ (как часть программы).
- Агрегатные станки: как одна из операций в автоматической линии.

Зенкерование выполняется зенкерами. Зенкер представляет собой многолезвийный (3—12 лезвий) инструмент, имеющий ось вращения, при вращении которого его лезвиями производится обработка отверстия.
Основные виды зенкеров:
- Зенкеры машинные цельные с метрическим конусом либо конусом Морзе;
- Зенкеры насадные.

Зенкеры изготовляют преимущественно из быстрорежущих сталей или оснащёнными пластинами твёрдых сплавов.
При зенкеровании широко применяются смазочно-охлаждающие вещества.